# Hågadalen

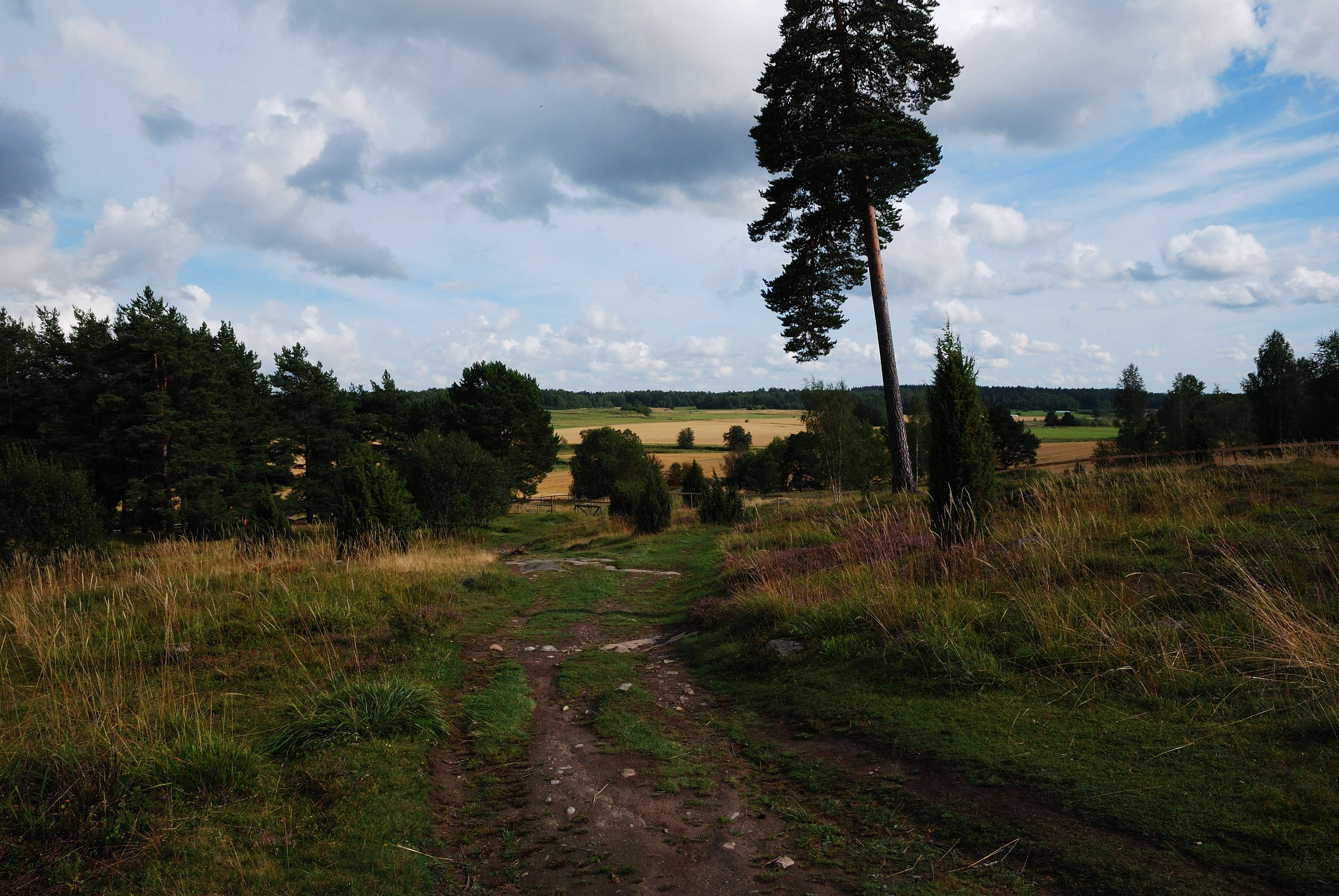
Utsikt över Hågadalen.

Hågadalen är en dal vid Håga, väster om Uppsala. Dalen bildar, tillsammans med skogsområdet Nåsten, naturreservatet Hågadalen-Nåsten. Genom Hågadalen rinner Hågaån. Här ligger också bronsåldersmonumentet Hågahögen, även känd som "Kung Björns hög".

## Galleri

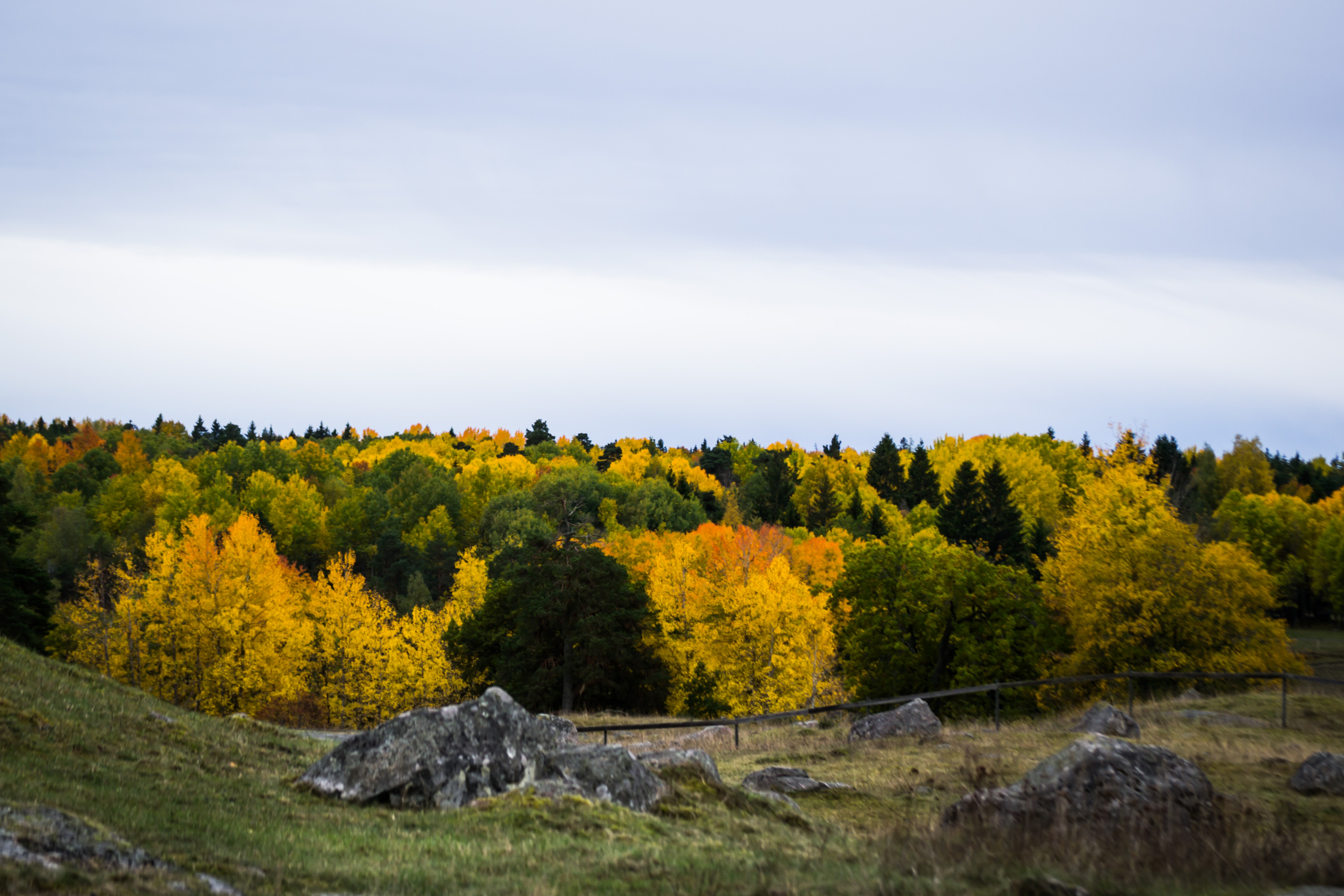
Utsikt från Hågahögen.
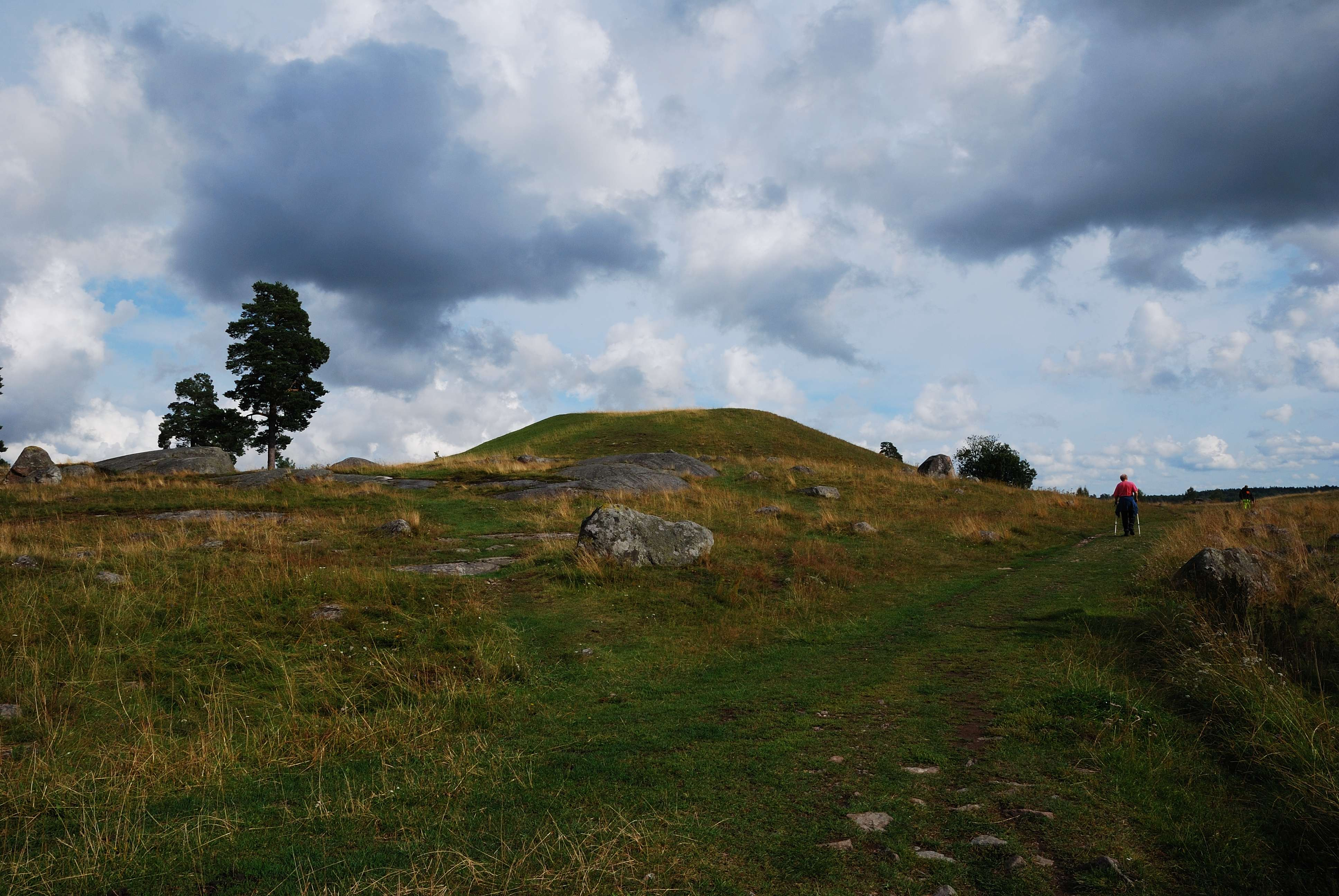
Hågahögen.
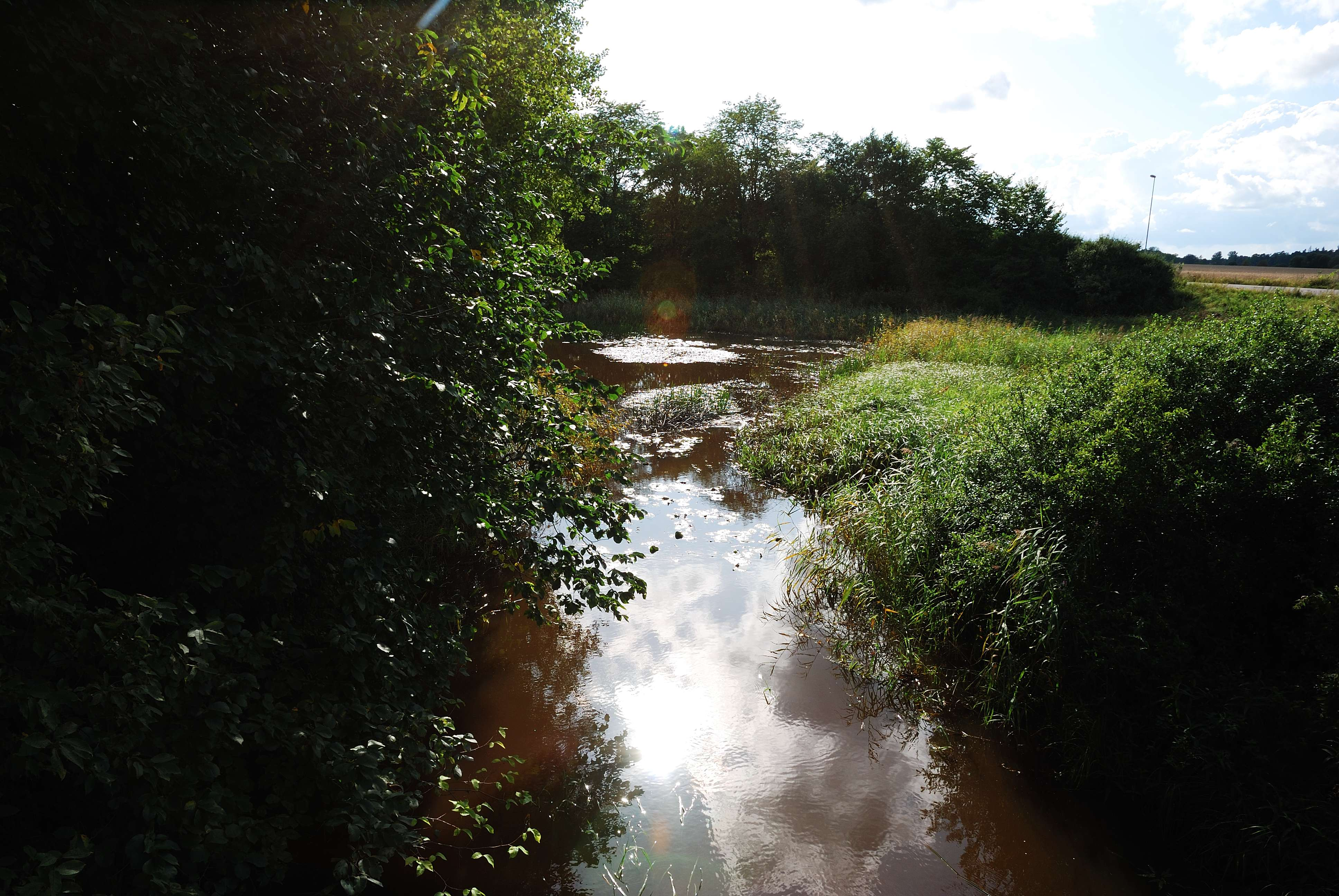
Hågaån vid Håga bro.
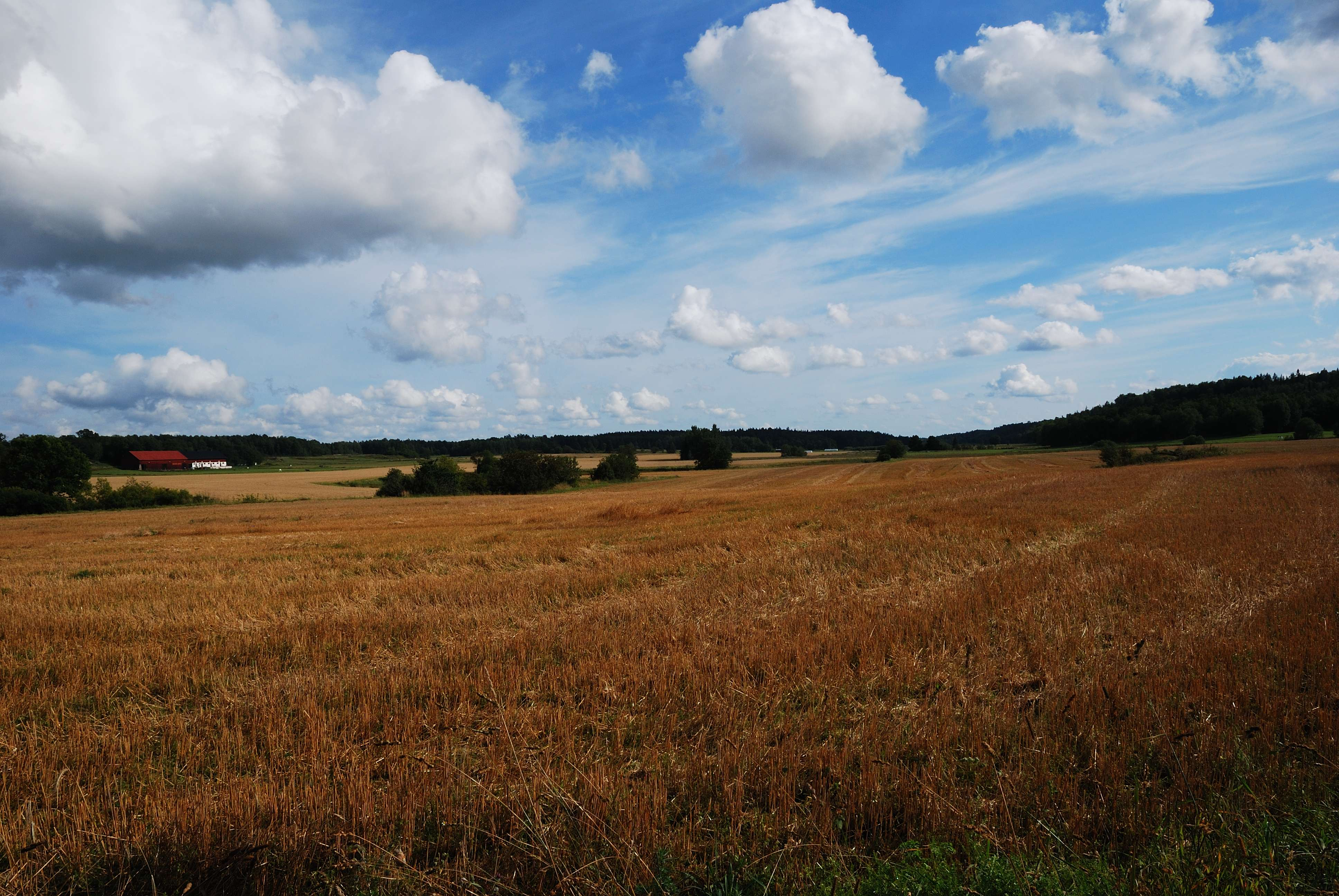
Jordbrukslandskap i Hågadalen.